# Jens Bratlie
Jens Kristian Meinich Bratlie, född 17 januari 1856 i Nordre Land, död 15 september 1939 i Oslo, var en norsk högerpolitiker.
Bratlie var ursprungligen ingenjörsofficer, och befordrades 1893 till kapten. 1885 tog han en juristexamen och gjorde en rask karriär som civilmilitär, för att 1898 bli generalkrigskommissarie. År 1900 blev han stortingsman för Høyre, och kom genast i förgrunden inom politiken genom sina angrepp på Georg Stang i försvarsfrågor. Han var 1900-1903 ordförande i den militärkommitté, som uppdrog linjerna för 1909 års härordning. 
Bratlies hela politiska bana blev en kamp mot Georg Stang och den försvarspolitik denne förfäktade. Bratlies ställning inom Høyre stärktes för varje år, och 1911 blev han ordförande i partiets centralstyrelse. Han var 1906-1909 president i Odelstinget och 1910 i Stortinget, där han hade säte 1900-12 och 1916-18. 
Bratlie efterträdde 1909 Fredrik Stang som ordförande i den konservativa stortingsgruppen och ledde därefter Høyre i dess samarbete med Frisinnede Venstre. Samgåendet med koalitionsministären Wollert Konow avbröts dock 1912, då Bratlie framkallade dess fall. Han övertog 19 februari 1912 själv regeringsansvaret och var dessutom chef för försvars- och revisionsdepartementet. Høyres nederlag vid valen på hösten 1912 tvingade Bratlie att avgå för att efterträdas av Venstres ledare Gunnar Knudsen.